# Anumeta brunnea
Anumeta brunnea är en fjärilsart som beskrevs av W. Warren 1913. Anumeta brunnea ingår i släktet Anumeta och familjen nattflyn. Inga underarter finns listade i Catalogue of Life.